# Циклоалкины
Циклоалкины — непредельные моноциклические углеводороды, имеющие в своём цикле только одну тройную связь между двумя атомами углерода. Все циклоалкины имеют общую формулу CnH2n-4. Название образуется из названия соответствующего циклоалкана с заменой суффикса -ан на -ин.

## Примеры

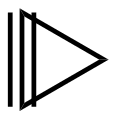
Циклопропин (C3H2)
Циклобутин (C4H4)
Циклопентин (C5H6)
Циклогексин (C6H8)
Циклогептин (C7H10)
Циклооктин (C8H12)
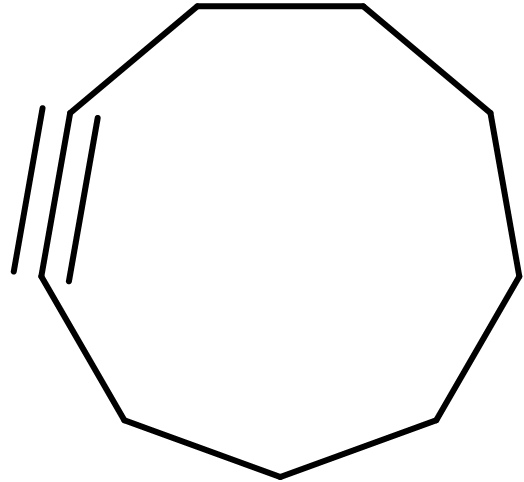
Циклононин (C9H14)
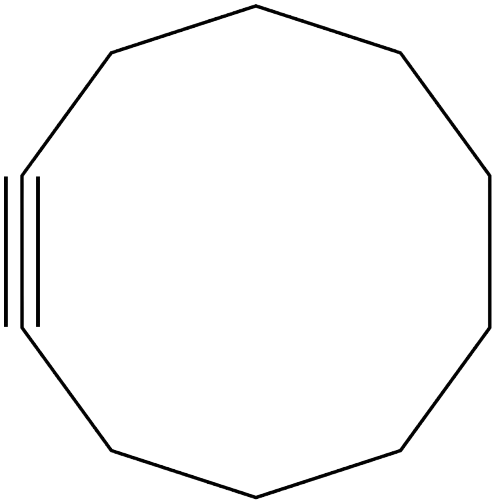
Циклодецин (C10H16)

## Стабильность малых циклоалкинов
Из-за значительных геометрических ограничений, циклоалкины, меньше по размеру, чем циклодецин, образуют высоконапрежённые структуры. Циклононин и циклооктин являются изолируемыми углеводородами, в то время как циклогептин, циклогексин и циклопентин существуют только как короткоживущие продукты реакций. Существование циклобутина потенциально подтверждает только один комплекс осмия. Циклопропин чрезвычайно сложен в получении.

## Классификация
По определению ИЮПАК, к циклоалкинам относятся только углеводороды с ровно одной тройной связью. Алициклические углеводороды с более чем одной тройной связью в цикле называют циклоалкадиинами, циклоалкатриинами и так далее (при этом цикл не должен иметь ароматического характера). Независимо от числа тройных связей в цикле все эти соединения относят к циклоолеифинам.